# أربطة جانبية لمفاصل بين سلاميات القدم
أربطة جانبية لمفاصل بين سلاميات القدم (بالإنجليزية: Collateral ligaments of interphalangeal joints of foot)‏ هي الأربطة الليفية التي تقع على جانبي المفصل بين سلاميات أصابع القدم.